# Hemistola contracta
Hemistola contracta är en fjärilsart som beskrevs av Chalmers-hunt 1961. Hemistola contracta ingår i släktet Hemistola och familjen mätare. Inga underarter finns listade i Catalogue of Life.